# Chiesa di San Rocco (Caprino Veronese)
La chiesa di San Rocco si trova tra Pesina e Costermano, in provincia e diocesi di Verona; fa parte del vicariato del Lago Veronese-Caprino ed è un piccolo edificio datato al XV secolo.

## Storia

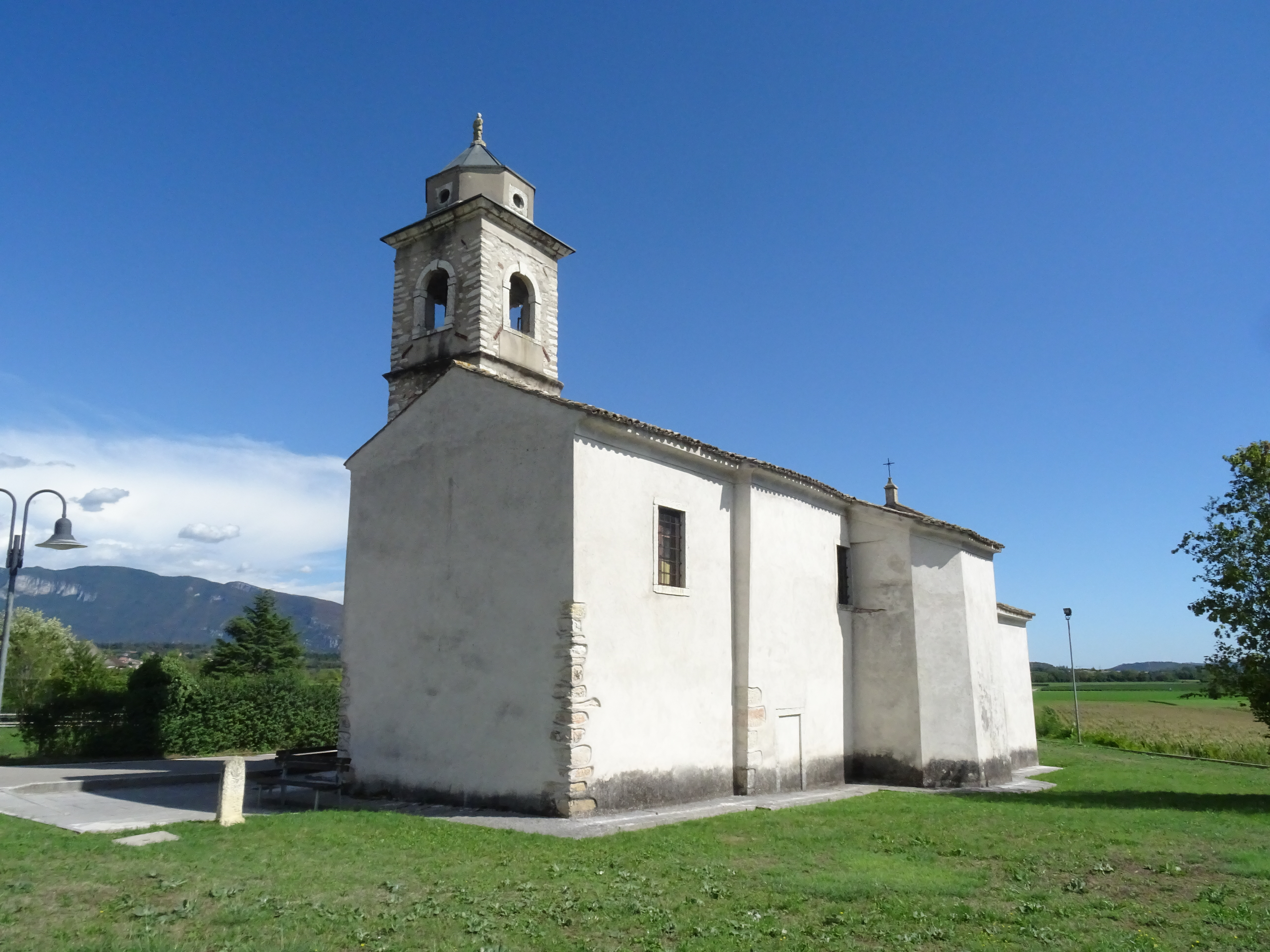
Retro della chiesa

La sua costruzione risale al XV secolo; si identifica nella chiesa di San Sebastiano poiché i Santi Rocco e Sebastiano erano i protettori dalle malattie infettive in generale, e in particolare dalla peste. È certo che l'edificio esiste dal 1530, come testimonia il resoconto della visita pastorale del vescovo Gian Matteo Giberti. Nel resoconto c'è scritto anche che la chiesa era di proprietà della comunità, che era stata eretta utilizzando le offerte della popolazione locale, e che ogni seconda domenica del mese e durante il periodo della mietitura veniva celebrata la messa. Dopo la peste del 1630 venne ampliata e vi fu eretto un altare sopra il quale, nel 1646 fu dipinta la pala che raffigura S. Rocco.
Nel 1673 l'edificio divenne sede della confraternita della Santissima Madonna del Suffragio; nel 1693 la stessa confraternita fece erigere sul lato sinistro dell'edificio un altare dedicato alla Madonna della Cintura.
Dopo il decreto di Napoleone  sulla soppressione delle confraternite, nel 1807, la chiesa divenne di proprietà comunale, andò in rovina e non fu più restaurata.
Nel 1791 la Confraternita della Beata Vergine e della Buona Morte restaurò l'edificio che precedentemente era stato donato loro dalla comunità di Pesina.
Tra il 2005 e il 2006 l'edificio è stato oggetto di restauro e di consolidamento statico.

## Descrizione

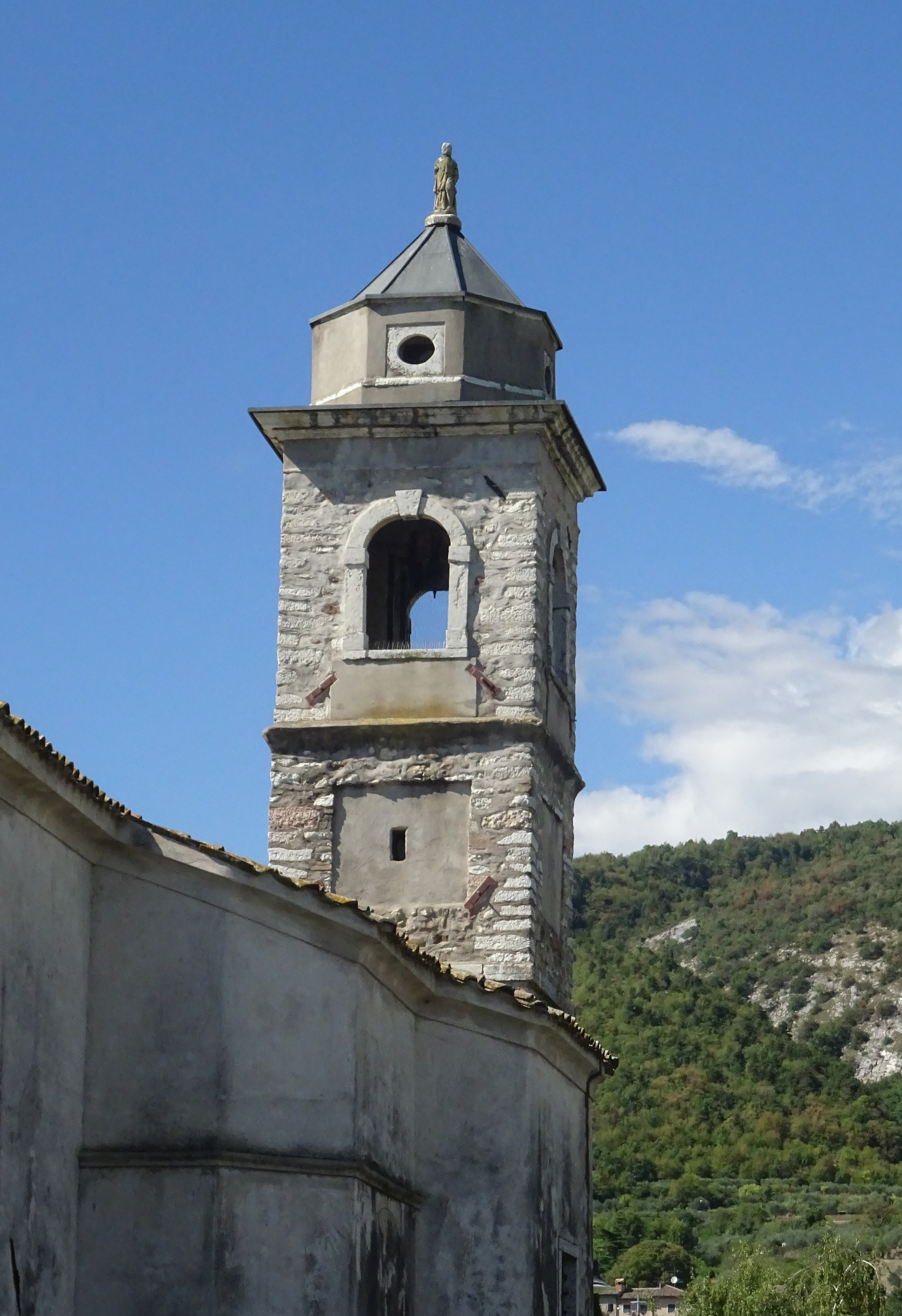
Campanile

All'esterno l'edificio si presenta con una facciata a capanna rivolta a sud, una torre campanaria addossata al lato orientale della chiesa. All'interno, l'impianto planimetrico si presenta con un'unica aula rettangolare, con presbiterio quadrangolare rialzato di un gradino; lungo i lati dell'aula due semi-cappelle accolgono l'altare della Madonna della Cintura (lato occidentale), e l'altare di S. Antonio da Padova sul lato orientale. La chiesa presenta le pareti interne intonacate cinte da una sottile cornice; al centro della parete di fondo del presbiterio è posto l'altare maggiore, sovrastato dalla pala del Seicento del pittore Giovanni Ceschini. L'aula è coperta da una controsoffittatura piana in canniccio intonacato. La pavimentazione è realizzata in pianelle di cotto.

### Esterno
L'esterno, con un semplice rivestimento ad intonaco, sono caratterizzati lungo entrambi i fianchi longitudinali dai volumi delle cappelle laterali; le finestrature presentano dei contorni in pietra bianca.

### Interno
L'interno della chiesa, con lo spazio fortemente convergente verso il presbiterio, è modulato dai volumi delle cappelle laterali. Due finestrature con imbotte strombato si aprono nella parte sommitale del lato occidentale.

## Tradizioni e folclore

### Antica sagra di San Rocco
La manifestazione della festa popolare in onore di San Rocco si celebra ogni anno dal 12 al 17 agosto. Il 16 agosto è prevista la tradizionale processione con la Statua del Santo per le vie della contrada di Gaon. Per quanto riguarda i festeggiamenti civili, tutti i giorni vengono esposti stand enogastronomici e si esibiscono band musicali.